# Frontiers of Mathematics in China
Frontiers of Mathematics in China is een internationaal, aan collegiale toetsing onderworpen wetenschappelijk tijdschrift op alle gebieden van de wiskunde. Het publiceert voornamelijk bijdragen van auteurs die zijn verbonden aan Chinese universiteiten. De naam wordt in literatuurverwijzingen meestal afgekort tot Front. Math. China. Het wordt uitgegeven door Springer Science+Business Media in samenwerking met Higher Education Press en verschijnt 4 keer per jaar. Het eerste nummer verscheen in 2006.